# Lama (jezero)
Lama (rus. Ла́ма) je jezero u Krasnojarskom kraju u Rusiji, 120 km istočno od Norilska. Površina jezera je 318 km², duboko je 300 metara, široko je 7 a dugačko 80 km. U njega utječe čak 80 rijeka, a izvire samo rijeka Lama.
Zimi je jezero smrznuto, a led je dubok od 80 cm, pa do dva metara.

## Povijest
Na jezeru Lama nalazilo se mjesto pritvaranja članova bivših viših političkih i vojnih čelnika baltičkih država, pripojenih SSSR-u. U današnje vrijeme na tom mjestu je postavljen spomen-znak.
Na jezeru, u blizini rta Tonkij, 1975. i 1977. godine bile su izvedene dvije nuklearne eksplozije snage 7,6 i 15 kilotona radi geoloških ispitivanja.

## Vanjske poveznice
|  | Zajednički poslužitelj ima još gradiva o temi Lama (jezero) |